# NCIS (20.ª temporada)
A vigésima temporada de NCIS, uma série de televisão dramática processual da polícia americana, exibida originalmente na CBS de 19 de setembro de 2022 a 22 de maio de 2023. A temporada é produzida pela Belisarius Productions e CBS Studios.
NCIS gira em torno de uma equipe fictícia de agentes especiais do Serviço de Investigação Criminal da Marinha, que conduz investigações criminais envolvendo a Marinha e o Corpo de Fuzileiros Navais dos Estados Unidos.
A série é estrelada por Sean Murray, Wilmer Valderrama, Katrina Law, Brian Dietzen, Diona Reasonover, David McCallum, Rocky Carroll e Gary Cole.

## Elenco
| Participante | Participante | Participante | Participante | Participante | Participante |
| ------------ | ------------ | ------------ | ------------ | ------------ | ------------ |
|              | Principal    |              | Recorrente   |              | Convidado    |

| Personagem             | Ator/atriz              | Cargo | Cargo |
| ---------------------- | ----------------------- | --- | ----- |
| Timothy "Tim" McGee    | Sean Murray             | Agente Especial Sênior, segundo em comando do MCRT                                                          |       |
| Nicholas "Nick" Torres | Wilmer Valderrama       | Agente Especial do NCIS                                                                                     |       |
| Jessica Knight         | Katrina Law             | Agente Especial do NCIS                                                                                     |       |
| James "Jimmy" Palmer   | Brian Dietzen           | Examinador Médico Chefe do NCIS                                                                             |       |
| Kasie Hines            | Diona Reasonover        | Especialista forense do NCIS                                                                                |       |
| Donald "Ducky" Mallard | David McCallum          | Historiador do NCIS e Ex-Médico Legista Chefe                                                               |       |
| Leon Vance             | Rocky Carroll           | Diretor do NCIS                                                                                             |       |
| Alden Parker           | Gary Cole               | Agente Especial Supervisor do NCIS                                                                          |       |
| Tobias Fornell         | Joe Spano               | Investigador particular e ex-Agente Senior do FBI                                                           |       |
| Delilah Fielding-McGee | Margo Harshman          | Analista do DoD e esposa de Timothy McGee                                                                   |       |
| Vivian Kolchak         | Teri Polo               | ex-esposa de Alden Parker e investigadora paranormal do DOD                                                 |       |
| Dra. Grace Confalone   | Laura San Giacomo       | Psicoterapeuta                                                                                              |       |
| Dale Sawyer            | Zane Holtz              | Agente Especial do NCIS                                                                                     |       |
| Roman Parker           | Francis Xavier McCarthy | Pai de Aiden Parker                                                                                         |       |
| Jane Tennant           | Vanessa Lachey          | Agente Especial Supervisor; primeira mulher no comando da unidade NCIS Pearl Harbor                         |       |
| Ernie Malik            | Jason Antoon            | Analista de Inteligência da unidade NCIS Pearl Harbor                                                       |       |
| Jesse Boone            | Noah Mills              | Agente Especial do NCIS e segundo em comando da unidade NCIS Pearl Harbor                                   |       |
| Olev Koslov            | Patrick Labyorteaux     | OBS.: o ator participou anteriormente das séries JAG e NCIS como Bud Roberts.                               |       |
| Raymond Frank          | Scott Lawrence          | Agente Especial da ATF (OBS.: o ator participou anteriormente da série JAG como Cmdt. Peter Sturgis Turner) |       |
| Robyn Knight           | Lilan Bowden            | Irmã de Jessica Knight                                                                                      |       |
| Grisha "G." Callen     | Chris O'Donnell         | Agente Especial do Escritório de Operações Especiais do NCIS em Los Angeles                                 |       |
| Sam Hanna              | LL Cool J               | Agente Especial do Escritório de Operações Especiais do NCIS em Los Angeles                                 |       |

## Episódios
A vigésima temporada de NCIS é a primeira a não apresentar Mark Harmon como Leroy Jethro Gibbs. Que foi inserido desde o episódio piloto.
| Seq. | Episódios | Título                       | Direção                 | Escrito por                           | Data de exibição        | Audiência EUA (em milhões) |
| --- | --------- | ---------------------------- | ----------------------- | ------------------------------------- | ----------------------- | -------------------------- |
| 436 | 1         | "Um assunto de família"      | Tawnia McKiernan        | Scott Williams                        | 19 de setembro de 2022  | 5,82                       |
| O agente especial Alden Parker (Gary Cole) ainda está fugindo com sua ex-esposa Vivian (Teri Polo), então a equipe investiga quem de seu passado pode ter uma vingança pessoal contra ele na esperança de limpar Parker. Contando com a ajuda do NCIS, a agente especial do Havaí Jane Tennant (Vanessa Lachey) e o especialista em computação Ernie Malick (Jason Antoon), que estão na cidade se encontrando com o diretor Leon Vance (Rocky Carroll) em preparação para um exercício militar global, o grupo rastreia seu principal suspeito. Observação:Este episódio inicia um evento de crossover que termina na estreia da segunda temporada de NCIS: Hawaiʻi.                                                           |           |                              |                         |                                       |                         |                            |
| 437 | 2         | "Assuntos de pais"           | Tawnia McKiernan        | Scott Williams                        | 26 de setembro de 2022  | 6,11                       |
| A vida pessoal e profissional de McGee se cruzam quando um pai da escola de seus filhos está ligado a um arrombamento em um depósito de armazenamento do governo. |           |                              |                         |                                       |                         |                            |
| 438 | 3         | "Desenterrar"                | Diana Valentim          | Yasemin Yilmaz                        | 3 de outubro de 2022    | 6,92                       |
| Quando um cadáver é encontrado em um antigo cemitério que se acredita ser amaldiçoado, a equipe tenta determinar o motivo e o simbolismo por trás do crime. Além disso, enquanto Torres continua a terapia com a Dra. Grace, ele descobre que suas vidas estão em perigo. |           |                              |                         |                                       |                         |                            |
| 439 | 4         | "Não deixe rastros"          | William Webb            | Chad Gomez Creasey                    | 10 de outubro de 2022   | 6.60                       |
| O passado da agente Knight ressurge quando seu ex-namorado, um agente do Serviço de Parques Nacionais, se une ao NCIS para investigar um assassinato em um acampamento. |           |                              |                         |                                       |                         |                            |
| 440 | 5         | "Guardião"                   | James Whitmore Jr.      | Marco Schnabel                        | 17 de outubro de 2022   | 6.91                       |
| Vance é abordado por ladrões em sua casa, mas os subjuga, matando um deles. Parker assume a responsabilidade de proteger Vance em uma próxima conferência em Berlim, enquanto McGee assume o papel de diretor interino e Torres e Knight investigam. Enquanto em Berlim, uma funcionária da Interpol com quem Vance está romanticamente envolvido também é atacada, levando a equipe a investigar um roubo de diamantes. |           |                              |                         |                                       |                         |                            |
| 441 | 6         | "O Bom Lutador"              | Jose Clemente Hernandez | Kimberly-Rose Wolter                  | 24 de outubro de 2022   | 6.97                       |
| Enquanto Kasie passa por treinamento de luta de autodefesa, o corpo de um agente do NCIS é descoberto. O agente estava trabalhando como hacker para usar fundos pagos de grandes corporações para doações de caridade, e os agentes recrutam Kasie para uma investigação secreta que revela que há um espião no NCIS. |           |                              |                         |                                       |                         |                            |
| 442 | 7         | "Amor Perdido"               | Rocky Carroll           | Brendan Fehily & David J. North       | 14 de novembro de 2022  | 6.44                       |
| O marido distante da Secretária da Marinha, Tara Flynn, alega que ela está tentando matá-lo, deixando a equipe com a desconfortável tarefa de investigar a chefe de seu chefe. |           |                              |                         |                                       |                         |                            |
| 443 | 8         | "O Trote do Peru"            | Lionel Coleman          | Diona Reasonover & Scott Williams     | 21 de novembro de 2022  | 6.79                       |
| Em um evento de Ação de Graças, uma explosão quase mata um almirante, mas o perpetrador, Charles Samuels, estava mirando em Knight. Charles é irmão de um veterano que cometeu suicídio, apesar de Knight tentar acalmá-lo durante seu tempo como agente do REACT. Tendo guardado rancor todo esse tempo, Charles iniciou um relacionamento romântico com a irmã de Knight, Robin, e, por fim, leva as duas junto com Kasie como reféns. Com isso, Knight e Robin são forçadas a enfrentar sua animosidade mútua. |           |                              |                         |                                       |                         |                            |
| 444 | 9         | "Educação Superior"          | Claudia Yarmy           | Katherine Beattie                     | 5 de dezembro de 2022   | 6.43                       |
| O NCIS investiga o assassinato de um aluno que estudava com Delilah, esposa de McGee, forçando a equipe a buscar sua ajuda para resolver o caso. Os arquivos altamente sigilosos do laptop da vítima complicam o caso, pois, em mãos erradas, esses arquivos seriam capazes de comprometer a segurança nacional. |           |                              |                         |                                       |                         |                            |
| 445 | 10        | "Too Many Cooks"             | Michael Zinberg         | Christopher J. Waild                  | 9 de janeiro de 2023    | 7.93                       |
| Todo o "NCISverso" está em Washington DC para comemorar a aposentadoria de seu admirado ex-professor. No entanto, seus mundos se entrelaçam quando os agentes do NCIS são forçados a investigar o aparente suicídio do mesmo professor. O caso se transforma em uma caçada humana por Simon Williams, cuja foto está na parede dos "mais procurados" do NCIS por um longo período, então toma um rumo sombrio quando Palmer e Tennant desaparecem. OBS.: Este episódio inicia um crossover com as séries NCIS: Hawaiʻi e NCIS: Los Angeles. |           |                              |                         |                                       |                         |                            |
| 446 | 11        | "Bridges"                    | Lionel Coleman          | Chad Gomez Creasey                    | 16 de janeiro de 2023   | 6.16                       |
| Quando uma jovem mulher é encontrada morta por estrangulamento num quarto de hotel, a equipe descobre que ela e seus pais adotivos eram espiões russos, responsáveis por muitos casos de fraude e roubos de identidade, sendo Parker um daqueles cuja identidade foi roubada. O caso reintroduz Parker a uma antiga paixão que ele nunca superou. Enquanto isso, Knight quer assistir a um filme com Palmer e Victoria, mas sem saber pede para ver um antigo favorito da família de Breena, o que gera sentimentos conflitantes. |           |                              |                         |                                       |                         |                            |
| 447 | 12        | "Big Rig"                    | Rocky Carroll           | Marco Schnabel                        | 23 de janeiro de 2023   | 7.54                       |
| O agente do NCIS Dale Sawyer (Zane Holtz) chega a Torres irritado durante uma operação secreta que Torres rejeitou por querer manter sua sobriedade. Quando um corpo é descoberto mais tarde e a equipe pensa que é de Sawyer, Torres se sente responsável, mas a equipe descobre que Sawyer está vivo e ele atirou em seu parceiro (um policial corrupto) em legítima defesa e seu disfarce foi descoberto. Torres se junta a ele disfarçado para prender um círculo de ladrões de caminhão, e a rivalidade entre os dois suaviza em um relacionamento inimigo. McGee prepara-se para competir em um "game show", mas é revelado que seu adversário cinco vezes campeão trapaceou, exigindo uma pausa na produção do programa. |           |                              |                         |                                       |                         |                            |
| 448 | 13        | "Evil Eye"                   | Michael Zimberg         | Brendan Fehily & Kimberly-Rose Wolter | 6 de fevereiro de 2023  | 7.15                       |
| Uma atriz famosa (Tania Raymonde) segue o NCIS na preparação para um papel e, por fim, ajuda a prender um assassino em série que visa pessoas com heterocromia. |           |                              |                         |                                       |                         |                            |
| 449 | 14        | "Old Wounds"                 | Diana Valentine         | Brian Dietzen & Scott Williams        | 13 de fevereiro de 2023 | 7.05                       |
| A investigação sobre a morte de um motorista de entrega leva à descoberta de opioides com um "W" gravado neles, um símbolo que Parker reconhece de seu passado. Ele estranhamente descarrega raiva em sua equipe, então sai enquanto interroga o principal suspeito, que ele derrubara anos antes como parte de um caso do FBI, que colocou seu antigo parceiro em uma cadeira de rodas, atingido nas costas por um tiro acidental de Parker. |           |                              |                         |                                       |                         |                            |
| 450 | 15        | "Unusual Suspects"           | James Whitmore Jr.      | Katherine Beattie                     | 27 de fevereiro de 2023 | 7.01                       |
| A equipe investiga o assassinato de um suboficial cujo carro saiu da estrada depois que ele foi drogado, descobrindo que ele estava ajudando viúvas idosas financeira e emocionalmente. Enquanto isso, o pai de Parker, Roman, fica com ele por algum tempo, e ambos se irritam mutuamente. |           |                              |                         |                                       |                         |                            |
| 451 | 16        | "Butterfly Effect"           | Tawnia McKiernan        | Christopher J. Waild                  | 13 de março de 2023     | 7.19                       |
| NCIS suspeita de bioterrorismo quando várias pessoas caem devido a um surto de gás tóxico, mas não fatal, encontrando um ladrão de carreira durante a investigação. No final, a equipe notou conexões do incidente com outros casos que abordaram recentemente. Em outro lugar, o pai de Knight quebrou o braço no Japão, mas complicações ameaçam sua vida. |           |                              |                         |                                       |                         |                            |
| 452 | 17        | "Stranger in a Strange Land" | James Whitmore Jr.      | Chad Gomez Creasey                    | 20 de março de 2023     | 6.60                       |
| Um veterano que ajudava refugiados afegãos a escapar do Talibã é encontrado assassinado em sua garagem, levando a equipe a um violento grupo nacionalista branco. Enquanto isso, Jimmy precisa lidar com o fato que sua filha está crescendo, e Torres liga-se a uma bela refugiada afegã. |           |                              |                         |                                       |                         |                            |
| 453 | 18        | "Head Games"                 | Michael Zinberg         | Sydney Mitchell                       | 10 de abril de 2023     | 6.84                       |
| Uma tenente da Marinha é acusada de esfaquear o marido, mas não se lembra do ataque. NCIS investiga apenas para descobrir uma trama muito mais sinistra envolvendo o marido. Em outro lugar, Kasie quer realizar todos os objetivos de vida em sua lista depois de descobrir que um de seus parentes foi diagnosticado com Alzheimer precoce, temendo que ela possa ter herdado o gene. |           |                              |                         |                                       |                         |                            |
| 454 | 19        | "In The Spotlight"           | Rocky Carroll           | Yasemin Yilmaz                        | 1 de maio de 2023       | 6.81                       |
| Knight se torna viral depois de resgatar uma mãe e um filho cujo carro havia batido do lado de fora do Pátio da Marinha. A equipe passa a investigar quando descobre que alguém está tentando prejudicar a mãe. |           |                              |                         |                                       |                         |                            |
| 455 | 20        | "Second Opinion"             | Tawnia McKiernan        | Marco Schnabel                        | 8 de maio de 2023       | 6.64                       |
| Quando a filha de um senador é encontrada morta, sua mãe insiste que o NCIS traga um segundo especialista forense: o patologista de celebridades e ex-colega de quarto de Jimmy, Miles Bauer. Bauer rapidamente atribui o crime a um perseguidor obcecado, mas a verdade pode não ser tão simples. |           |                              |                         |                                       |                         |                            |
| 456 | 21        | "Kompromat"                  | Lionel Coleman          | Scott Williams                        | 15 de maio de 2023      | 6.66                       |
| Um assassinato nos arquivos da Marinha está ligado aos espiões russos que o NCIS prendeu nos últimos meses. Eles logo descobrem que um ataque devastador é iminente e devem correr contra o relógio para evitá-lo. Em outro lugar, Jimmy deixa escapar para Knight que a ama e passa a preocupar-se com o estado de seu relacionamento como resultado, mas Knight mais tarde declara que ela o ama também. |           |                              |                         |                                       |                         |                            |
| 457 | 22        | "Black Sky"                  | Diana Valentine         | Brendan Fehily & David J. North       | 22 de maio de 2023      | 6.73                       |
| Torres se infiltra na prisão de Yuri e faz amizade com um jovem presidiário que jura ter sido acusado de um crime que não cometeu. Ele reconhece o padrasto do jovem como alguém do passado de sua família e liga para sua irmã ao chegar de volta ao NCIS após o assassinato de Yuri nas mãos de seus capangas. Eles percebem que o pai de Yuri, o mentor do ataque (que derrubaria toda a energia nos Estados Unidos por um período prolongado) mandou matar o próprio filho devido aos lábios soltos de Yuri. Após a equipe interromper o ataque e trazer a energia de volta, Torres vai sozinho enfrentar o homem que reconheceu, com a intenção de matá-lo, encerrando o episódio em um cliffhanger.                       |           |                              |                         |                                       |                         |                            |

## Produção

### Desenvolvimento
Em 31 de março de 2022, NCIS foi renovada para uma vigésima temporada, que está programada para estrear em 19 de setembro de 2022.